# Вільясопеке
Вільясопеке (ісп. Villazopeque) — муніципалітет в Іспанії, у складі автономної спільноти Кастилія-і-Леон, у провінції Бургос. Населення — 66 осіб (2010).
Муніципалітет розташований на відстані близько 200 км на північ від Мадрида, 31 км на південний захід від Бургоса.

## Демографія
Динаміка населення (INE ):